# Chattanahalli, Sindgi
Chattanahalli là một làng thuộc tehsil Sindgi, huyện Bijapur, bang Karnataka, Ấn Độ.